# پلیس ضد شورش

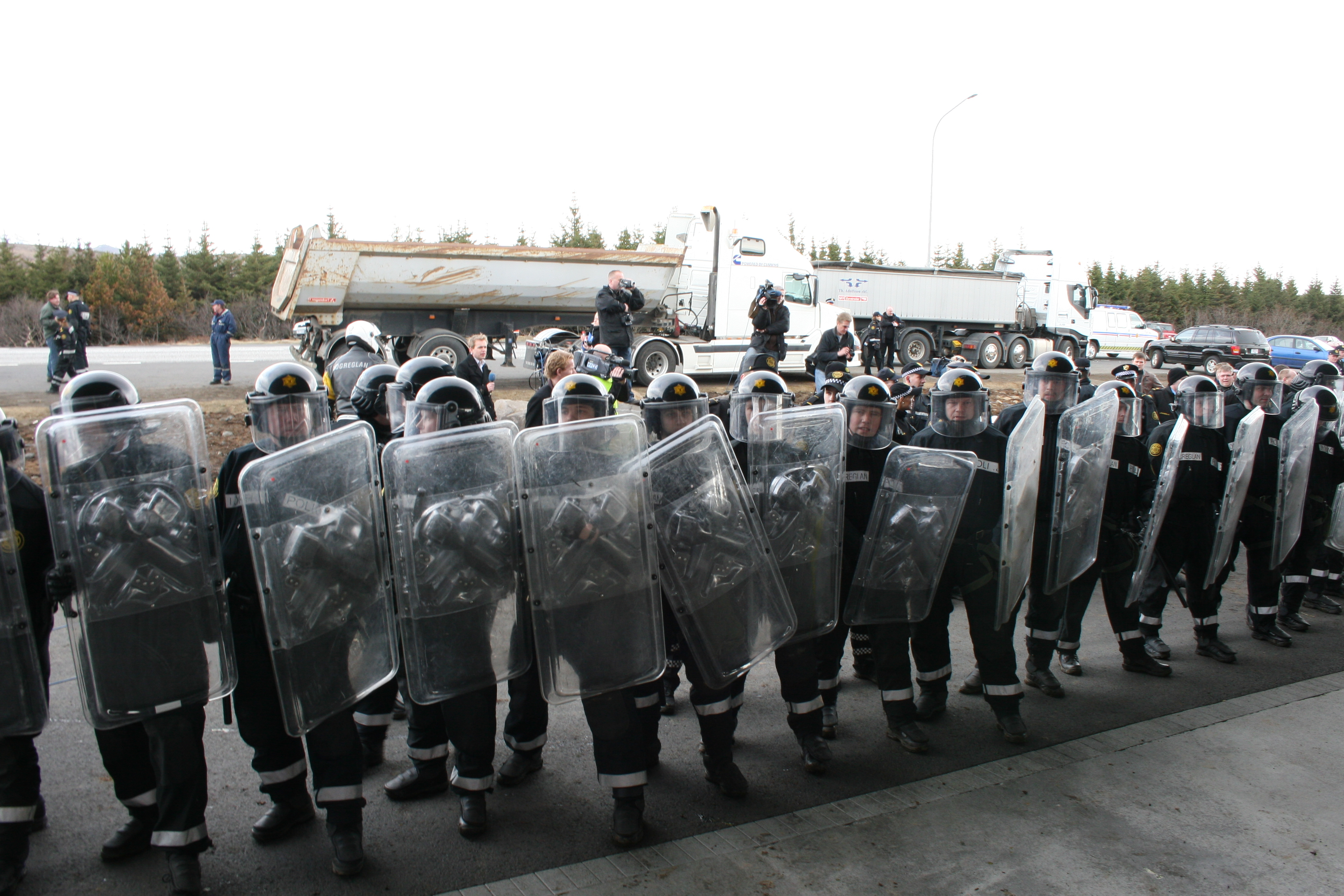

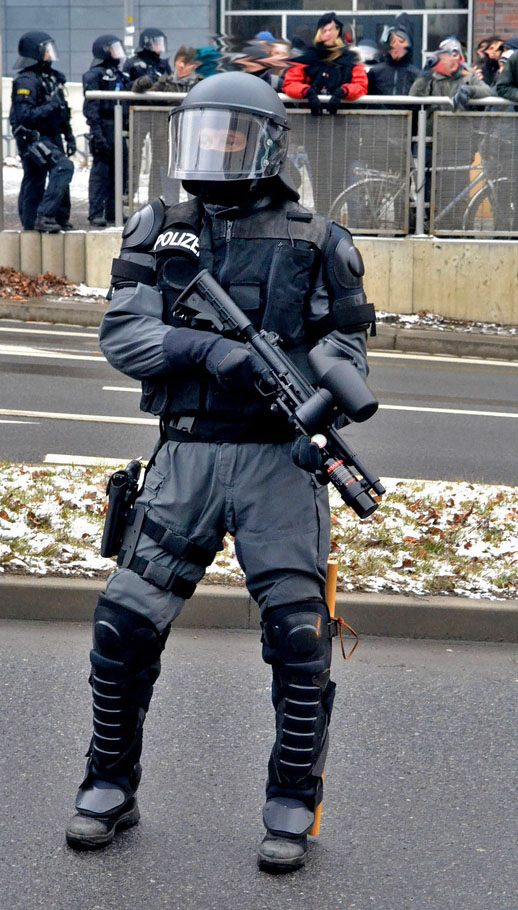
یک پلیس ضد شورش به شدت پوشیده

پلیس ضدّ شورش به بخشی از نیروهای پلیس، نظامی یا دیگر نیروهای امنیتی گویند که مسئولیت آنها کنترل، پراکنده کردن یا دستگیری شهروندان غیرنظامی است که مبادرت به تظاهرات یا برگزاری تجمعات اعتراضی کرده‌اند. نیروهای پلیس ضد شورش معمولاً از اسلحه‌های غیرکشنده مانند باتون و شلاق به‌منظور پراکنده‌ساختن جمعیت یا بازداشت معترضان استفاده می‌کنند. از دههٔ ۱۹۸۰ میلادی استفاده از سلاح‌های دیگری مانند افشانه فلفل، گاز اشک‌آور، شوک‌دهنده الکتریکی و گلوله‌های پلاستیکی در میان این نیروها رواج یافته‌است.
در مواقع بحرانی، این نیرو می‌تواند جهت مقابله با آشوبگران از ماشین‌های آب‌پاش، ماشین‌های زره‌پوش، و سگ‌های پلیس استفاده نماید. نیروهای ضد شورش معمولاً به ابزارهای محافظتی مانند کلاه محافظ سَر، محافظ صورت، لباس مخصوص (جلیقه، محافظ گردن، زانوبند و …)، ماسک گاز و سپرهای مخصوص از جنس پلکسی‌گلس مجهز هستند.

## نگارخانه

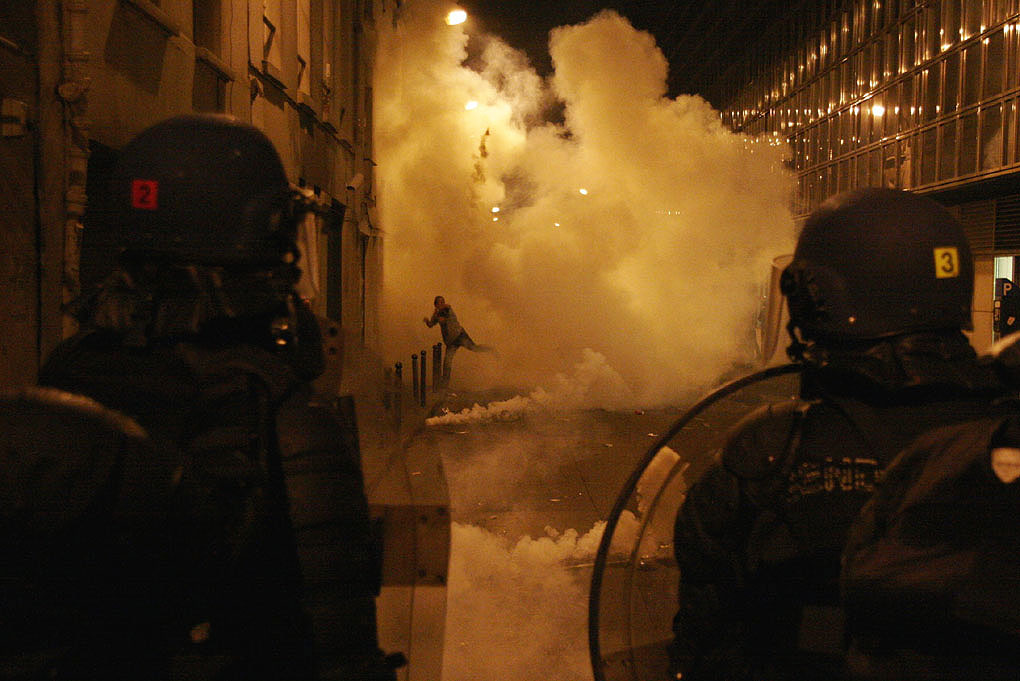
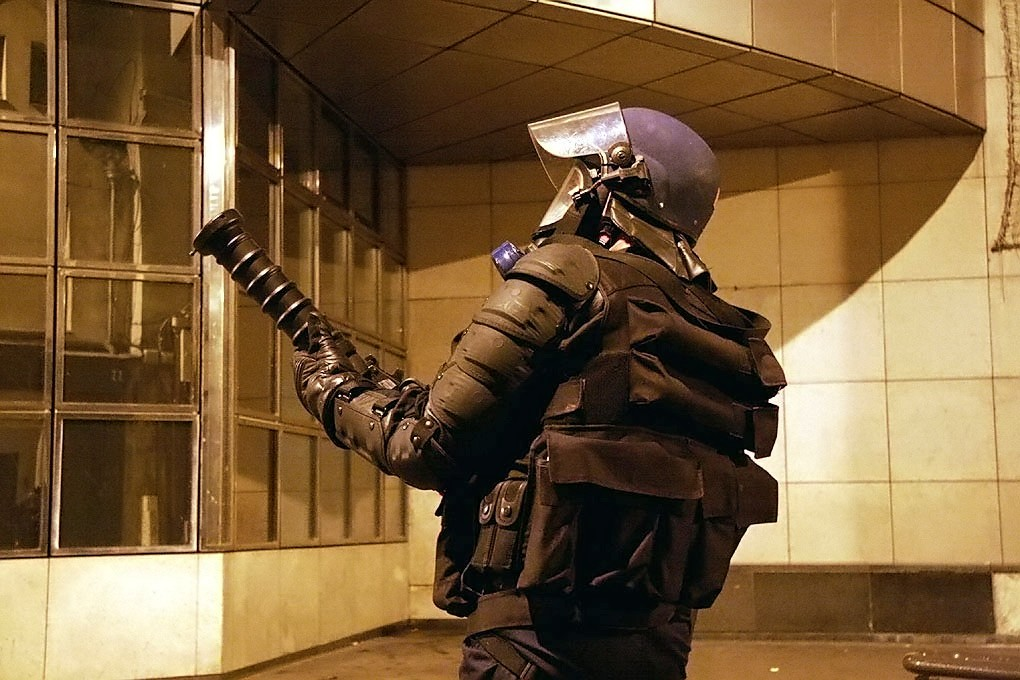
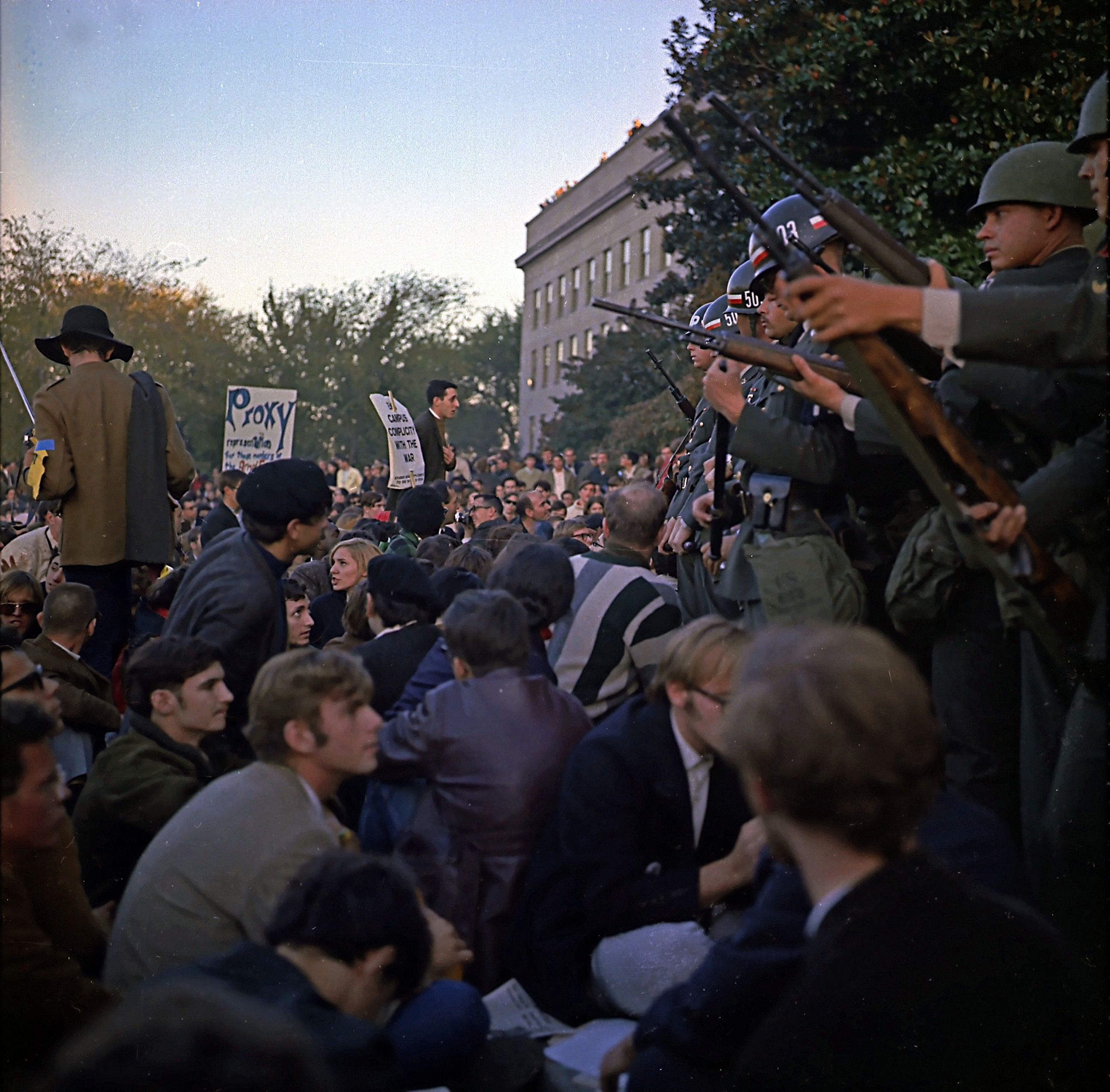